# Беферн (Холцминден)
Беферн (њем. Bevern) град је у њемачкој савезној држави Доња Саксонија. Једно је од 32 општинска средишта округа Холцминден. Према процјени из 2010. у граду је живјело 4.107 становника. Посједује регионалну шифру (AGS) 3255002.

## Географски и демографски подаци
Беферн се налази у савезној држави Доња Саксонија у округу Холцминден. Град се налази на надморској висини од 138 метара. Површина општине износи 33,2 km².

## Становништво
У самом граду је, према процјени из 2010. године, живјело 4.107 становника. Просјечна густина становништва износи 124 становника/km².

## Међународна сарадња
| Мјесто | Држава    | Врста сарадње | Од    |
| ------ | --------- | ------------- | ----- |
|        | Француска | партнерство   | 1985. |
| Извор  |           |               |       |